# رميسة بوعلام
رميسة بوعلام (ولدت في 10 أكتوبر 1994 في البليدة) ملاكمة جزائرية. شاركت في البطولة العالمية للملاكمة للسيدات في 2014 و2018 و2019. تلعب مع اتحاد الشفة (البليدة)
وهي أيضًا حائزة على الميدالية الذهبية مرتين في الألعاب الأفريقية. شاركت في عدة إصدارات من بطولة العالم للملاكمة للسيدات (IBA).

## المسيرة الرياضية
مارست الجيدو والكاراتي منذ سن الخامسة، وتجاوزت العقبات التي واجهت مشوارها الرياضي كملاكمة وأهمها رفض والديها ممارستها الملاكمة التي تُصنف دوما تخصصًا رجاليًا بامتياز، غير أن المعطيات تغيرت ليصير الوالدين أول المشجعين.
في 2014، شاركت في بطولة العالم للملاكمة 2014 بكوريا الجنوبية وكأس إفريقيا بجنوب إفريقيا.
في 2014 أحرزت على الميدالية الفضية في بطولة الهواة الأفريقية للملاكمة للسيدات 2014 [الفرنسية] في ياوندي بالكاميرون,.
في 2017 أحرزت على الميدالية الفضية في بطولة الملاكمة الإفريقية للهواة 2017 في برازافيل بجمهورية الكونغو.
في 2018، تحصلت على المركز التاسع بطولة العالم للملاكمة للسيدات 2018 [الإنجليزية] بالهند.
في 2019، فازت بالميدالية الذهبية في منافسة وزن الذبابة للسيدات في الألعاب الأفريقية 2019 التي أقيمت في الرباط بالمغرب.
في 2020، تأهلت في بطولة التصفيات الأولمبية الأفريقية للملاكمة 2020 [الإنجليزية] التي أقيمت في ديامينياديو بالسنغال للمنافسة في الألعاب الأولمبية الصيفية 2020 في طوكيو باليابان. وهي أول ملاكمة جزائرية تمثل بلدها في الألعاب الأولمبية الصيفية. وصرحت لوكالة الأنباء الجزائية «حجز مقعد للمشاركة في الحدث الأولمبي أمر مبهر، سيما وأنها سابقة في تاريخ الملاكمة النسوية الجزائرية التي لم يسبق لها الحضور في هذا الموعد الكبير الذي يبقى حلم كل رياضي من المستوى العالي».
وفي 2020، تأهل بوعلام إلى بطولة التصفيات الأولمبية الأفريقية التي أقيمت في ديامنياديو بالسنغال للمنافسة في الألعاب الأولمبية الصيفية 2020 في طوكيو باليابان. وكانت أول ملاكمة جزائرية تمثل بلدها في الألعاب الأولمبية الصيفية. وأقصيت بوعلام رميساء (وزن الذبابة (-51 كغ)) في الدور السادس عشر من الألعاب الأولمبية على يد التايلاندية جيتبون جوتاماس بنتيجة 5-0.
في 2022 فازت بوعلام بالميدالية الذهبية في منافساتها في بطولة أفريقيا للملاكمة للهواة 2022 ‏ التي أقيمت في مابوتو، موزمبيق.
في 2024، فازت بوعلام بالميدالية الذهبية في منافسات وزن 50 كجم سيدات في الألعاب الإفريقية 2023 التي أقيمت في أكرا، غانا.

## روابط خارجية
- رميسة بوعلام على موقع بوكس ريك (الإنجليزية) (registration required)
- رميسة بوعلام على موقع أوليمبيديا (الإنجليزية)